# District de Comas
Pour les articles homonymes, voir Comas (homonymie).

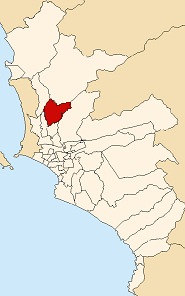
Localisation du district de Comas

Le district de Comas est l'un des 43 districts qui composent la province de Lima, au Pérou. 

## Situation
Il est situé à l'extrême nord de la province, à environ 15 kilomètres du centre-ville de Lima. Son altitude varie de 100 à 300 mètres, son altitude est plus élevée que celle des autres quartiers de Lima. Il est bordé au nord par le district de Carabayllo, à l'est par le quartier de San Juan de Lurigancho, au sud par le quartier Independencia et à l'ouest par le quartier de Los Olivos et le district de Puente Piedra.